# 내셔널 몰

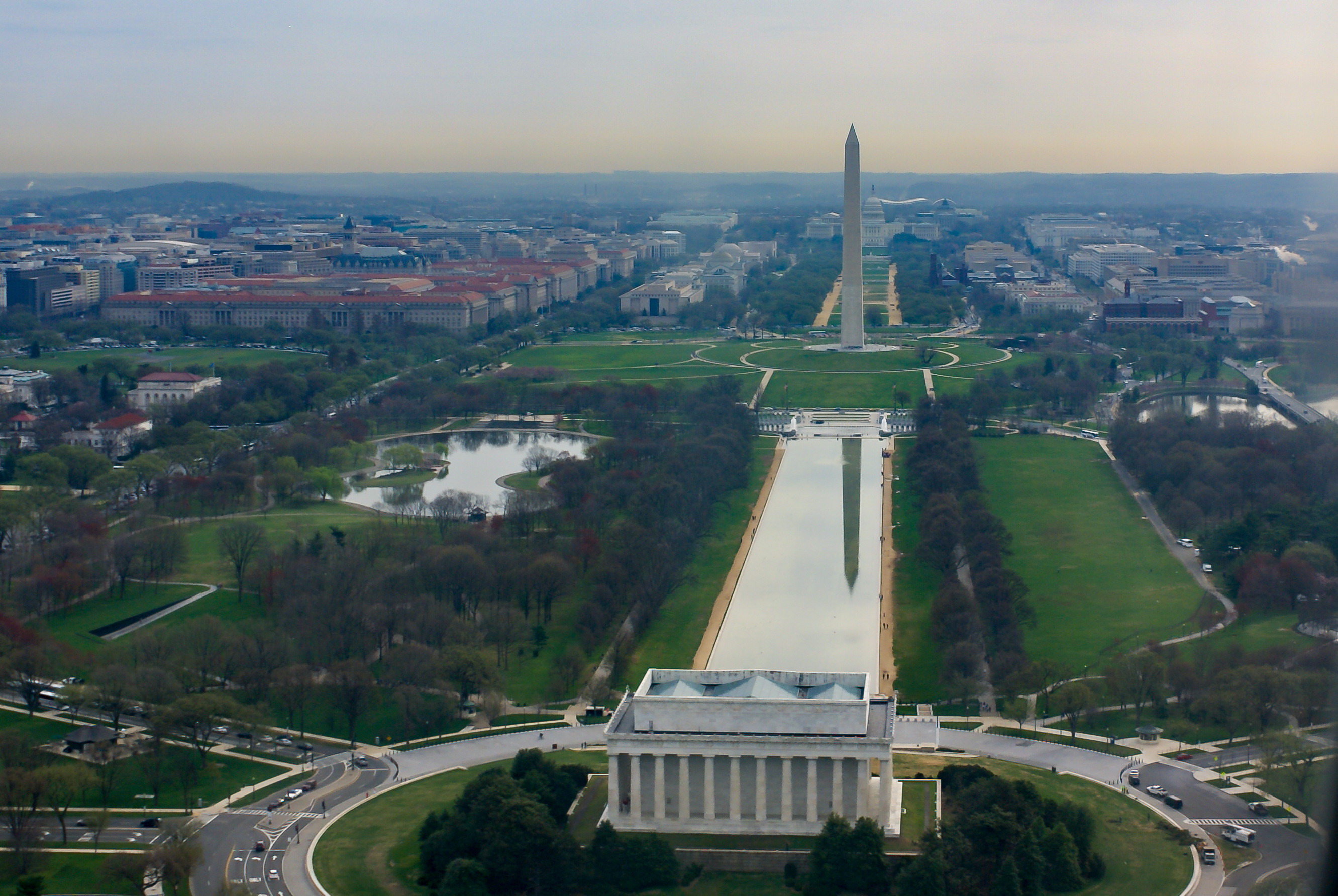
내셔널 몰

내셔널 몰(National Mall)은 미국의 수도인 워싱턴 DC의 도심 인근에 있는 조경 공원이다. 스미소니언 협회의 여러 박물관, 미술관, 문화시설, 그리고 다양한 기념물, 조각상, 동상들이 들어서 있다. 미국 내무부의 미국 국립공원관리청에서 관리한다. 매년 약 2,400만 명의 관광객이 방문하는 명소이다. 설계자는 18~19세기의 도시 계획가 피에르 랑팡(Pierre L'Enfant)으로, 베르사유 궁전과는 대비되게 소수의 특권층만의 것이 아닌 민주적이고 평등한 공간이 되도록 설계되었다.
내셔널 몰의 핵심부는 동쪽에 미국 국회의사당 부지, 서쪽에 워싱턴 기념탑을 두고 사이에 뻗어 있으며, 북쪽과 남쪽에는 여러 박물관과 연방 정부 사무실 건물이 늘어서 있다.